# Mongolocypris
Mongolocypris is een geslacht van uitgestorven kreeftachtigen uit de klasse van de Ostracoda (mosselkreeftjes).

## Verspreiding en leefgebied
Dit geslacht leefde tijdens het Krijt in het huidige India en Alaska.